# Atletica leggera ai XVI Giochi del Mediterraneo - Salto con l'asta femminile
La prova di salto con l'asta femminile dei XVI Giochi del Mediterraneo si tenne presso lo Stadio Adriatico di Pescara il 30 giugno 2009, con inizio alle ore 17.00, e fu vinta dalla greca Nikoleta Kyriakopoulou con la misura di 450 cm, nuovo primato per i Giochi del Mediterraneo.

## Risultati[2]
| Piazzamento | Numero di gara | Nome                   | Nazionalità | Risultato finale | 360 | 380 | 390 | 400 | 410 | 420 | 425 | 430 | 435 | 440 | 445 | 450 | 455 | 460 | Note |
| ----------- | -------------- | ---------------------- | ----------- | ---------------- | --- | --- | --- | --- | --- | --- | --- | --- | --- | --- | --- | --- | --- | --- | ---- |
| 1           | 229            | Nikoleta Kyriakopoulou | Grecia      | 450              | /   | /   | /   | /   | XO  | /   | XO  | /   | XO  | /   | XXO | XXO | /   | XXX | GR   |
| 2           | 68             | Marianna Zachariadi    | Cipro       | 445              | /   | /   | /   | O   | O   | XO  | /   | O   | O   | XX/ | O   | XXX |     |     | PB   |
| 3           | 304            | Anna Giordano Bruno    | Italia      | 430              | /   | /   | O   | /   | XO  | O   | /   | XO  | X/  | XX  |     |     |     |     |      |
| 4           | 401            | Tina Sutej             | Slovenia    | 420              | /   | XO  | /   | O   | XO  | XO  | XXX |     |     |     |     |     |     |     |      |
| 5           | 149            | Alixe Auvray           | Francia     | 410              | /   | O   | /   | O   | XO  | XXX |     |     |     |     |     |     |     |     |      |
| 6           | 318            | Elena Scarpellini      | Italia      | 400              | /   | /   | O   | O   | XXX |     |     |     |     |     |     |     |     |     |      |
| 7           | 365            | Nissrin Dinar          | Marocco     | 390              | XO  | XXO | O   | XXX |     |     |     |     |     |     |     |     |     |     | SB   |
|             | 216            | Georgia Cheirimperi    | Grecia      | NM               | /   | XXX |     |     |     |     |     |     |     |     |     |     |     |     |      |